# 索瑟纳克
索瑟纳克（法語：Saussenac）是法国南部-比利牛斯大区 塔恩省的一个市镇，属于阿尔比区 瓦尔代里耶县。该市镇2009年时的人口 为587人。

## 人口
索瑟纳克人口变化图示
| 数据来源：INSEE |